# Cochon vietnamien
 (octobre 2008).
Si vous disposez d'ouvrages ou d'articles de référence ou si vous connaissez des sites web de qualité traitant du thème abordé ici, merci de compléter l'article en donnant les références utiles à sa vérifiabilité et en les liant à la section « Notes et références ».
Le cochon vietnamien est une race de porc utilisée comme animal de compagnie, et qui fait partie des nouveaux animaux de compagnie (NAC). Il s'agit d'un cochon nain, obtenu par croisement à partir de différents cochons originaires de l'Asie du Sud-Est, et notamment du Vietnam.

## Description

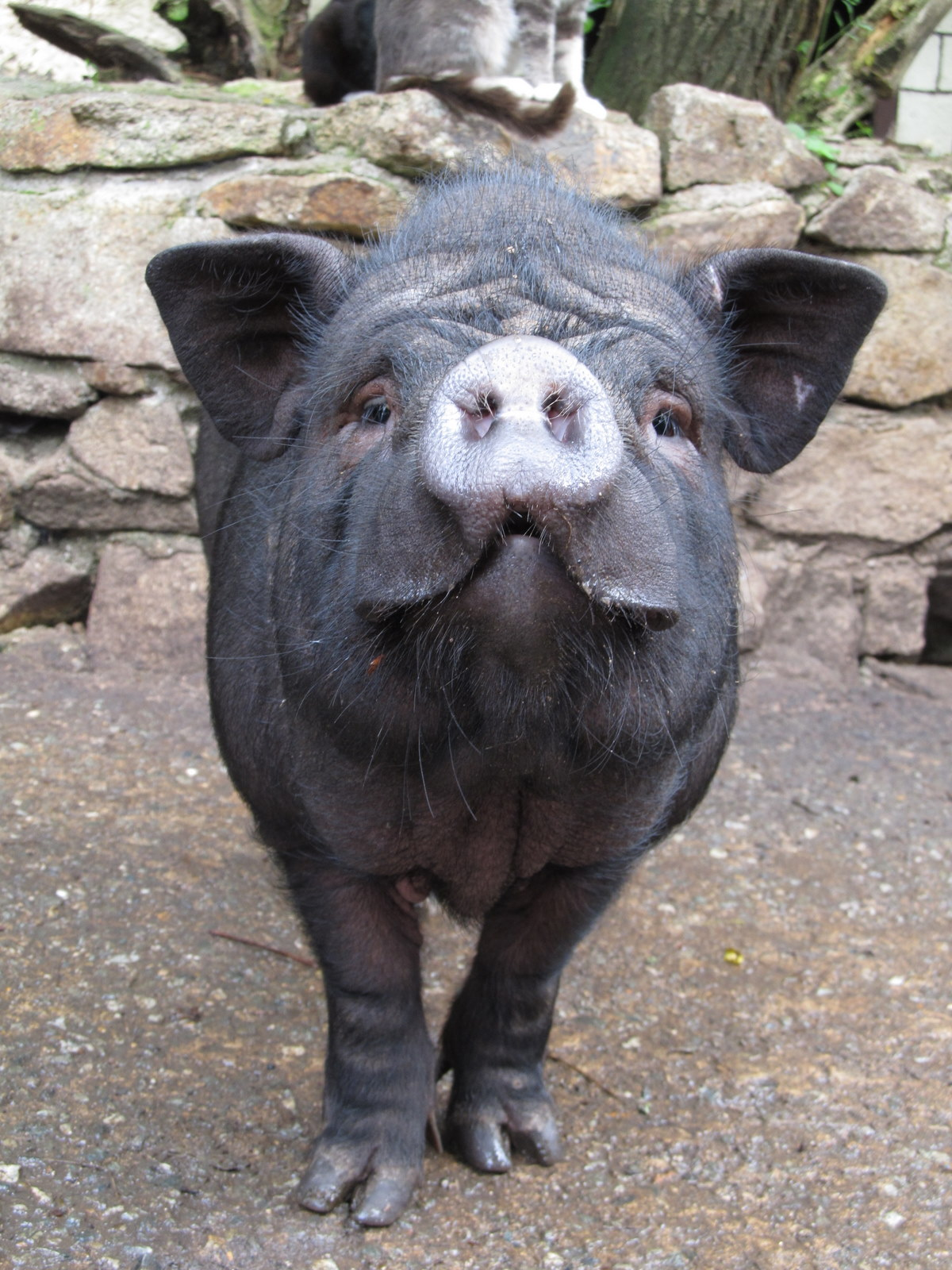
Cochon vietnamien, Zoo de Pont-Scorff, Morbihan, France

Le cochon vietnamien est un cochon domestiqué originaire du Vietnam. L’appellation cochon vietnamien est un mélange de différentes races originaires du Vietnam. Il est bien plus petit que le cochon de ferme américain ou européen (qui fait 300 kg adulte). Sa taille est comparable à celle d’un chien moyen à grand, avec un poids cependant supérieur (entre 40 et 150 kg) en raison d’une densité corporelle plus importante. La taille ainsi que les oreilles et la queue droites du cochon vietnamien permet de le différencier facilement des autres races. La photo en haut de la page montre un cochon en surpoids. Des bourrelets au-dessus des yeux et des bajoues sont de bons indicateurs de surpoids. Même s’ils ont effectivement un ventre rond et le dos creux, les hanches doivent rester faciles à déceler d’une pression faible, et les yeux bien visibles.
Les cochons vietnamiens appartiennent à la même espèce que les cochons de ferme et les sangliers, et ils peuvent donc être croisés. Ce qui est formellement interdit en France[réf. nécessaire]. Le ministère de l’Agriculture suédois apporte son aide au Vietnam pour leur production porcine depuis le milieu des années 80 en y introduisant des races plus massives. Les gouvernements vietnamiens et suédois ont cependant réalisé que, de nos jours, la variété autochtone de cochons vietnamiens n’existe plus que dans les régions montagneuses du Vietnam et de la Thaïlande. Le gouvernement vietnamien a commencé à verser des aides financières aux éleveurs locaux qui continuent d'élever des cochons vietnamiens autochtones, ceux-ci se reproduisant moins facilement que les autres races.
Les mâles entiers sont appelés verrats, les femelles truies, et tous deux sont fertiles précocement (8 semaines pour les mâles et 3,5 mois pour les femelles), bien avant leur maturité physique (3 ou 4 ans : au moment où les cartilages des épiphyses vertébrales ont fini de durcir). De nombreuses escroqueries sur la taille des cochons vietnamiens découlent de cela.

## Animaux de compagnie

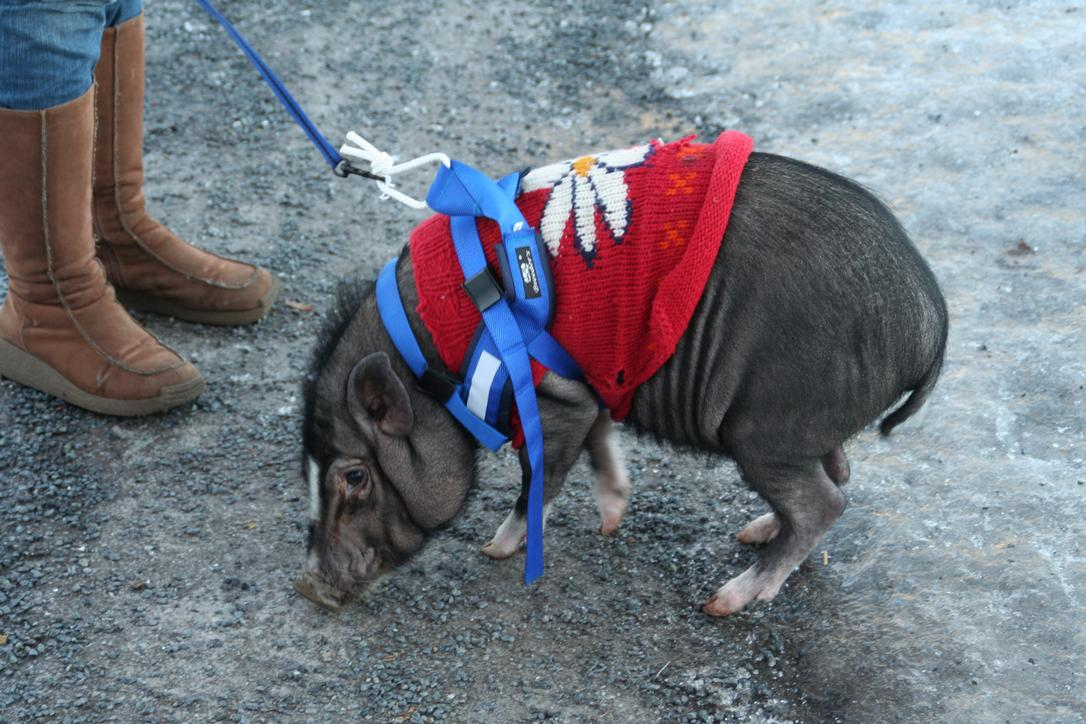
Le cochon vietnamien fait partie des nouveaux animaux de compagnie. Il faut cependant avoir conscience que le cochonnet grandira rapidement.

Les cochons sont très intelligents et leur adoption nécessite une adaptation préalable de la maison. Ils auront vite fait d’apprendre à ouvrir la porte du réfrigérateur, d'attraper les livres sur l’étagère, et ne feront qu’une bouchée de toute nourriture à portée de groin.
Ils ont tendance à utiliser tout matériel transportable, comme les journaux, pour se créer une litière. Les cochons vietnamiens sont souvent utilisés comme nouveaux animaux de compagnie dans de nombreux pays. Ils sont intelligents et ils apprendront facilement des tours en échange d’une friandise. Beaucoup de propriétaires les promènent à l’aide d’un harnais. Les cochons peuvent faire leurs besoins dans une litière comme les chats, mais il est plus facile de les entraîner à se soulager dans le jardin comme la plupart des chiens.
George Clooney était réputé pour posséder un cochon vietnamien, Max (mort en 2006).